# Ion Georgescu
Ion Georgescu (ur. 1856 w Bukareszcie, zm. 1898) – rumuński rzeźbiarz, malarz oraz akwarelista.
Studiował w Bukareszcie na Rumuńskiej Akademii Sztuk Pięknych (u Karla Storcka) i w Paryżu. W latach 1880–1883 brał udział w paryskich Salonach, a w roku 1889 w paryskiej Wystawie Światowej. Tworzył rzeźby utrzymane w duchu neoklasycyzmu, o tematyce mitologicznej (Źródło, Rzucający włócznią), rodzajowej (Modlące się dziecko), a także portrety odznaczające się pogłębioną charakterystyką psychologiczną modela (Mihai Eminescu czy Mihai Pascaly). Georgescu stworzył liczne rzeźby monumentalne, m.in. pomnik Gheorghe Asachi w Jassach, alegorie Sprawiedliwości i Rolnictwa na fasadzie Banku Narodowego w Bukareszcie oraz kariatydy dla uniwersytetu w Jassach.